# سهک

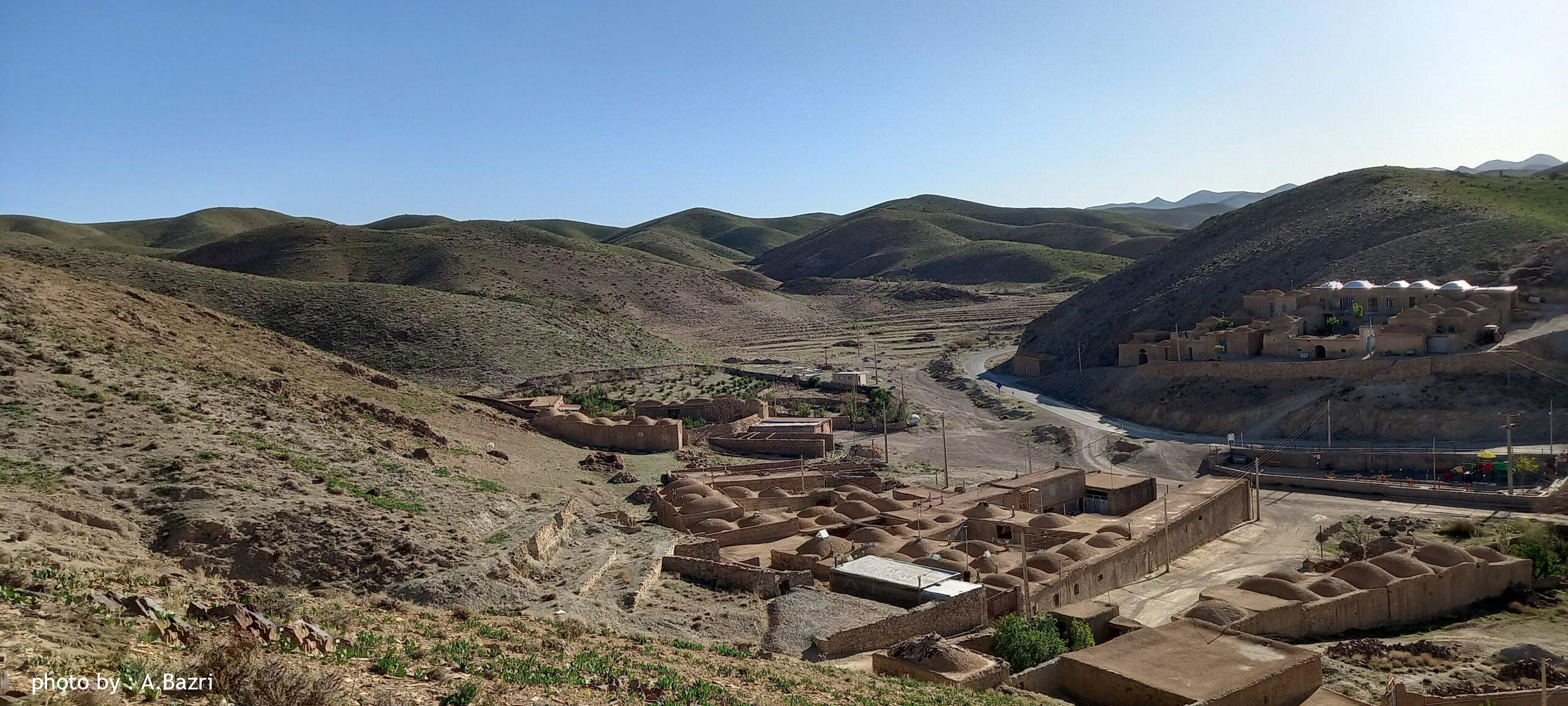
روستای سهک

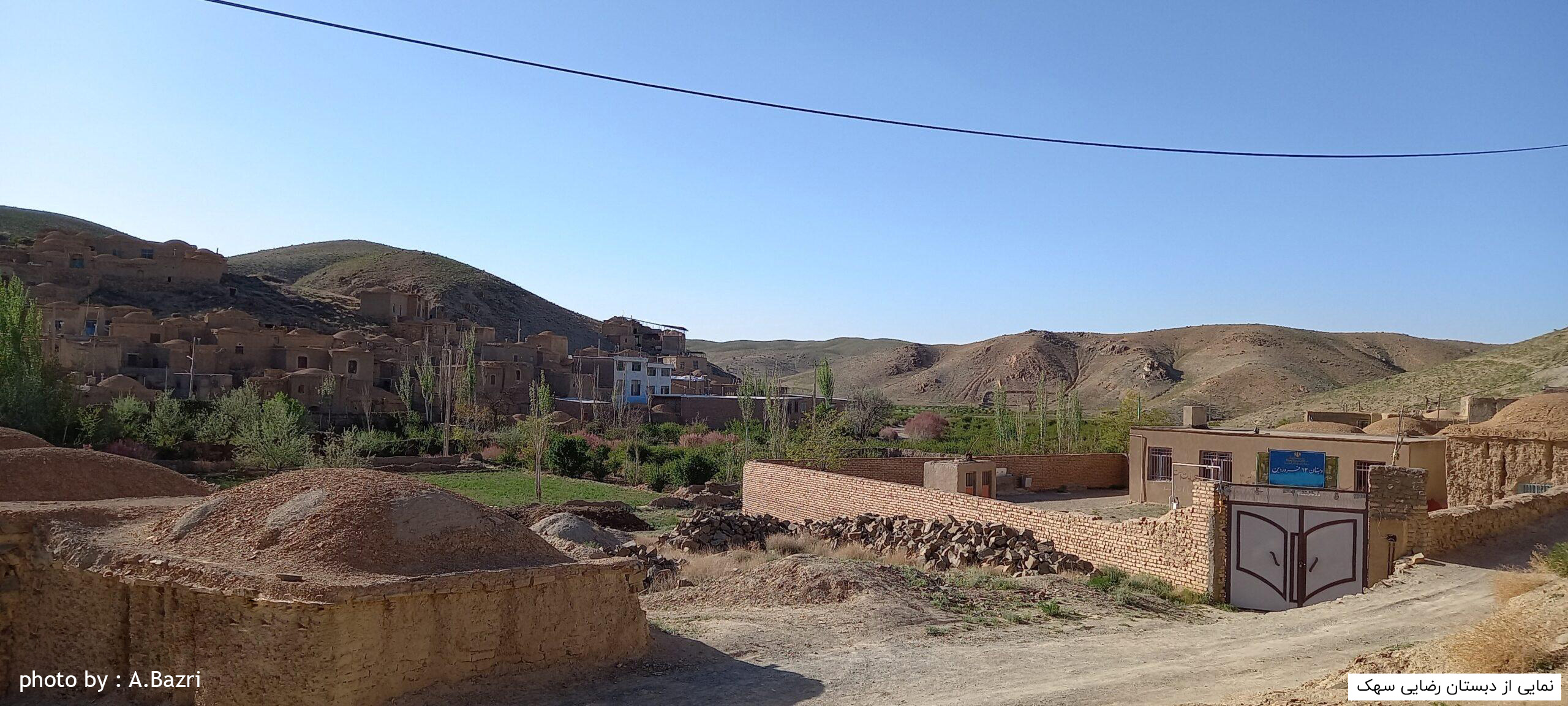
مدرسه روستای سهک

سهک روستایی در دهستان فخررود بخش قهستان شهرستان درمیان استان خراسان جنوبی ایران است. بر پایه سرشماری عمومی نفوس و مسکن در سال ۱۳۹۰ جمعیت این روستا ۷۱ نفر (در ۲۷ خانوار) بوده‌است. این روستا در ۴۶ کیلومتری مرکز استان خراسان جنوبی (بیرجند) قرار دارد. وضع طبیعی روستای سهک دهستان فخررود بصورت کوهستانی، دره‌ای یا تپه‌ای می‌باشد. و راه زمینی این روستا بصورت جاده خاکی می‌باشد. روستای سهک دارای برق، گاز، تلفن ثابت، و آب لوله کشی می باشد و همچنین سوپرمارکت و محل بازی کودکان نیز دارد.